# Казахстанско-суданские отношения
Казахстанско-суданские отношения — двусторонние дипломатические отношения между Республикой Казахстан и Республикой Судан. Отношения были установлены 19 июня 2008 года.

## История
Казахстан и Судан установили дипломатические отношения 19 июня 2008 года.
В 2024 году было заявлено об отправки казахстанских 430 миротворцев в рамках миротворческих миссиях ООН в Судане (UNIFSA) и Южном Судане (UNMISS).

## Дипломатические представительства
В Судане нет посольства Казахстана, а в Казахстане нет посольства Судана. Дипломатическим представительством Казахстана в Судане является посольство Казахстана в Каире.